# Veitch Point
Der Veitch Point ist eine Landspitze im Zentrum des nordöstlichen Endes von Monroe Island im Archipel der Südlichen Orkneyinseln.
Wissenschaftler der britischen Discovery Investigations kartierten sie im Jahr 1933 mit der Discovery II. Sie benannten sie nach Robert Samuel Veitch (1908–1994), Techniker für die Lotmaschine an Bord des Schiffs.